# Agua de mil flores
Antiguamente, llamaban los médicos agua de mil flores al orín de las vacas que habían sido alimentadas con plantas en flor y que se utilizaba con fines terapéuticos. El mismo nombre se daba a la boñiga destilada de la vaca. 
Se consideraba que el agua de mil flores era purgativa y evacuaba las serosidades sin causar dolores de vientre. También existía el llamado rosolí de mil flores para cuya destilación se utilizaba multitud de boñigas de vaca. 